# För kärleken
För kärleken är en svensk dramafilm från 2010 i regi av Othman Karim. I rollerna ses bland andra Danny Glover, Tuva Novotny och Peter Gardiner.

## Om filmen
Inspelningen ägde rum i Malmö 2009 efter ett manus av Karim och Grace Maharaj-Eriksson. Producenter var Malin Holmberg-Karim och Hans Lönnerheden och fotograf Esa Vuorinen. Musiken komponerades av Magnus Jarlbo, Stephen Simmonds och Al Stone och filmen klipptes av Darek Hodor och Katharina Duske. Den hade biopremiär 9 juli 2010 och visades av TV4 den 1 september 2012.
Filmen mottog kritikerjuryns pris vid en filmfestival i Kaliningrad 2010 och nominerades samma år till priset Golden St. George vid Moskvas internationella filmfestival. 2011 nominerades filmen till en Taurus vid World Stunt Awards.

## Handling
Filmen är en berättelse som väver samman fyra olika livsöden - Moses, Karins, Francis och Bosses. Under en helt vanlig dag ställs de inför till synes triviala val som ska visa sig vara livsavgörande.

## Rollista
- Danny Glover – Francis Namazi
- Tuva Novotny – Karin Said
- Peter Gardiner – Moses Said
- Stefan Sauk – Håkan Petterson
- Ulf Brunnberg – Bosse Krantz
- Pierre Lindstedt – Harry
- Meta Velander – Elsa
- Regina Lund – Elisabeth Krantz
- Mina Azarian – affärsinnehavare
- Evamaria Björk – Mona
- Cecilia Borssén – Lärarinnan
- Tobias Borvin– Richard
- Jörgen Darfeldt – polisinspektören
- Ella Ejiofor – Maya Said
- Agata Kaczorowska – Annika
- Abbey Karim – Ibrahim Said
- Emilia Maniragaba-Sjösten – Gloria Said
- Håkan Paaske – Sven
- Rasmus Troedsson – Janne
- Behrang Miri – Kamal
- Patrik Karlsson – polis 1
- Hugo Emretsson – polis 2
- Sten Erici – bankman
- Gabriel Jari Flores – man 1 socialkontor
- Davood Tafvizian – man 2 socialkontor
- Per Lundström	– reporter 1
- Birte Heribertsson – reporter 3
- Carolina Gynning – som sig själv
- Anette Lindbäck – skattetjänsteman
- Ali-Reza Modjallal – affärsinnehavare
- Peter Nilsson – Wester Exchange-anställd
- Johan Wikström – säkerhetsvakt

## Mottagande
Filmen fick ett blandat mottagande i Sverige och har medelbetyget 3,2/5 (baserat på fjorton omdömen) på sajten Kritiker.se, som sammanställer recensioner av bland annat film. Filmen fick höga betyg av Aftonbladet (4/5), Expressen (4/5), Filmforum (3,5/5), Gefle Dagblad (5/6) och Göteborgs-Posten (4/5), medan andra recensenter gav filmen låga betyg: Ciné.se (1,5/5), Dalarnas Tidningar (2/5), Moviezine (1/5) och Nyhetsmorgon (2/5). Dagens Nyheter, Nerikes Allehanda, Svenska Dagbladet, Sydsvenskan och Upsala Nya Tidning gav alla treor i betyg.